# Ferdinand de Lesseps
Ferdinand de Lesseps (Versailles, 19 novembre 1805 – Guilly, 7 dicembre 1894) è stato un diplomatico e imprenditore francese.
Soprannominato «Il Grande Francese», Ferdinand de Lesseps fu promotore ed esecutore dei due progetti di canali più ambiziosi del suo tempo, il canale di Suez, che completò con successo, e il canale di Panama, che non riuscì a completare.

## Origini
Ferdinand nacque da una famiglia, probabilmente di antica origine scozzese, immigrata a Bayonne nel XIV secolo durante l'occupazione inglese della regione. A partire dal XVIII secolo, i membri della famiglia avevano ricoperto incarichi diplomatici, suo zio era stato fatto nobile da Luigi XVI di Francia e suo padre Mathieu de Lesseps, era stato fatto conte da Napoleone I. Dopo la nascita passò alcuni anni a Firenze, dove suo padre prestava servizio come Console Generale di Francia ed era probabilmente affiliato, insieme a Marc Bédarride, nella loggia "Saint Napoleon" di Palazzo Cocchi-Serristori. Completati gli studi al lycée Henri-IV di Parigi, si iscrisse ai corsi di diritto commerciale preparandosi alla carriera diplomatica. Nel frattempo, però, i suoi interessi furono rivolti all'equitazione ed egli divenne un ottimo cavaliere, cosa che in seguito avrebbe contribuito al grande credito presso i suoi partner arabi.

### Esordi
Dal 1825 al 1827, fu viceconsole ausiliario a Lisbona, dove lo zio Barthélemy de Lesseps era incaricato d'affari. Nel 1828 venne inviato come viceconsole ausiliario a Tunisi, dove il padre ricopriva l'incarico di console generale.

### Alessandria d'Egitto
Poi, nel 1832, ottenne l'incarico di viceconsole ad Alessandria d'Egitto. Durante il periodo di quarantena della nave che lo portava in Egitto, il console gli fece avere molti libri, tra i quali le memorie scritte da Jacques-Marie Le Père che era stato incaricato da Napoleone Bonaparte di studiare, durante la spedizione scientifica in Egitto, il possibile percorso di un canale che traversasse l'istmo di Suez. Furono quelle letture a stimolare in lui l'idea iniziale del progetto del canale di Suez.
Il progetto venne facilitato da particolari circostanze favorevoli. Mehmet Ali, wālī d'Egitto, doveva in parte la sua posizione alle raccomandazioni di Mathieu de Lesseps presso il governo francese, quand'egli non era che un semplice colonnello, cosicché Ferdinand fu da lui accolto amichevolmente. Più tardi, sarebbe toccato al figlio Sa'id Pascià di accordargli la concessione per la costruzione del canale.
Nel 1833, Ferdinand de Lesseps venne nominato console al Cairo, e poco tempo dopo console generale ad Alessandria. In questo periodo, un'epidemia di peste di due anni costò la vita a un terzo della popolazione del Cairo e di Alessandria. Nonostante ciò, Ferdinand diede prova di un ardore imperturbabile continuando a viaggiare tra le due città, assolvendo i suoi compiti come se il pericolo non esistesse.

### Rientro in Europa
Terminato il suo incarico, rientrò in Francia e si sposò il 21 dicembre 1837 con Agathe Delamalle, dalla quale ebbe cinque figli. Nel 1839 fu nominato console prima a Rotterdam, poi l'anno seguente a Malaga, paese d'origine della famiglia di sua madre. Nel 1842 venne poi inviato a Barcellona e di lì a poco promosso console generale. Lì ebbe nuovamente modo di provare il suo coraggio quando, durante una sanguinosa insurrezione finita con il bombardamento della città, salvò la vita a uomini di entrambe le fazioni rivali, proteggendo in egual misura i connazionali in pericolo e la gente di altre nazionalità. Dal 1848 al 1849 fu ambasciatore a Madrid.

### La Repubblica Romana
Dopodiché venne inviato urgentemente a Roma, come legato presso la neonata Repubblica Romana. Era accaduto che il 24 aprile, un corpo di spedizione francese, guidato dal generale Oudinot, era sbarcato con l'inganno a Civitavecchia con 7 000 uomini dichiarando di esser venuto per difendere la Repubblica Romana dall'intervento degli austriaci. Il 28 aprile invece, su richiesta pressante del papa Pio IX, fuggito a Gaeta con la corte, aveva marciato sull'Urbe con 3 000 uomini e con pochi cannoni (che non mancarono tuttavia di danneggiare il Vaticano), convinto che «gli italiani non si battono» ma dove invece il 30 aprile era stato messo in fuga a fucilate e caricato dagli uomini di Garibaldi, con molti morti, feriti e 300 prigionieri. All'Oudinot occorreva, adesso, guadagnare tempo, al fine di attendere rinforzi e preparare l'assedio. A quel punto giunse il Lesseps, con l'incarico di plenipotenziario, ma in realtà di temporeggiatore, e pattuì la tregua d'armi. Ciò consentì al francese di mettere insieme 30 000 uomini e un possente parco d'assedio. In seguito, il 1º giugno ruppe la tregua e il 3 giugno, con un nuovo inganno, e attaccò, ma solo per incontrare una resistenza assai più dura del previsto. L'Assemblea della Repubblica Romana non capitolò, ma cessò ogni attività belligerante il 1º luglio, dando mandato a un nuovo triumvirato di renderlo noto ai francesi.

### Dimissioni dalla carriera diplomatica
Lesseps ebbe poi a dispiacersi del corso degli eventi, sia per la rottura dell'armistizio, sia per la successiva restaurazione del potere assoluto del Papa. Ebbe a manifestare il proprio dissenso e fu richiamato a Parigi, poi indotto alle dimissioni. Nel 1853 la moglie e uno dei figli perirono a distanza di pochi giorni per un'epidemia di scarlattina.

### La carriera imprenditoriale
Nel 1854, l'ascesa al trono di viceré d'Egitto del suo vecchio amico Said Pascià diede nuovo impulso alle idee sul canale di Suez che aveva immaginato ventidue anni prima. Si fece quindi invitare in Egitto da Said Pascià, giungendo ad Alessandria il 7 novembre 1854. E il 30 la concessione che autorizzava Ferdinand de Lesseps a tagliare l'istmo di Suez era già stata firmata.
Un primo progetto, redatto dai due ingegneri francesi Linant de Bellefonds e Mougel, venne approvato con lievi modifiche nel 1856 da una commissione internazionale a cui era stato sottoposto. Incoraggiato da questo verdetto - che aveva avuto l'opposizione del solo Lord Palmerston, il quale, temendo una ricaduta negativa sui diritti commerciali degli inglesi, aveva insinuato che un siffatto canale sarebbe stato ostruito dalle sabbie del deserto - e sostenuto, oltre che dalla propria convinzione, anche dall'appoggio dell'imperatore Napoleone III e dell'imperatrice Eugenia, raccolse sottoscrizioni per oltre la metà dei duecento milioni di franchi di capitale necessari per fondare la compagnia, ottanta milioni dei quali sottoscritti dal governo egiziano. La compagnia di Ferdinand de Lesseps portò a termine il canale tra il 1859 e il 1869.
Nell'impresa, Lesseps si era circondato di un vasto giro di conoscenze, sia nell'ambiente tecnico sia presso la stampa, di cui imparò a servirsi. Divenne un sostenitore di molte altre grandi imprese, come la costruzione di un tunnel sotto la Manica, la realizzazione di collegamenti ferroviari attraverso l'Asia, il canale di Panama o la transsahariana. Uomo chiave delle relazioni tra Occidente e Oriente, propugnatore della geografia e dell'espansione europea in Africa, presidente della Società Geografica di Parigi nel 1881, membro della Società per la protezione degli indigeni, lasciò dietro alla sua fama molte zone d'ombra. Nel 1893, processato per malversazione e distrazione di fondi, venne condannato a cinque anni di prigione, che non scontò per problemi di salute, morendo l'anno successivo all'età di 89 anni. Oggi riposa nel Cimitero di Père-Lachaise.